# Ламија Тановић
Ламија Тановић (Зеница, Босна и Херцеговина, 22. април 1947) је универзитетски професор атомске и нуклеарне физике и физике чврстог стања, члан Европске академије науке и уметности, професор Емеритус у Сарајеву.

## Биографија
Ламија Тановић је била увек најбољи ђак у школи. Била вредна и амбициозна, али је била и спретно и живахно дете, бавила се гимнастиком и 60-их година била трећа у БиХ, играла је и рукомет, а и глумила у Пионирском позоришту у Зеници, где се родила и одрасла. У средњој школи њен професор физике је приметио да је она веома талентована за физику и да би требала тиме да се бави. Тако се она одлучује да упише Природно математички факултет у Сарајеву, смер физика. Затим уписује магистарске и докторске студије из области физике на Универзитету у Београду, у тадашњој Југославији.
Ламија Тановић је предавала механику, термодинамику, молекуларно-кинетичку теорију, оптику, атомску физику, нуклеарну физику, физику чврстог стања, те експерименталне методе у модерној физици на Универзитету у Сарајеву, где је радила као професор. 
Магистарске студије је радила у Винчи у Београду од 1973. године заједно са својим супругом Ненадом Тановићем. Област са којом су се бавили је била физика јонизованог гаса и физика плазме.
Професорка Тановић је једно време живела и у Данској, Шведској и Енглеској, али се ипак вратила у Сарајево где и данас живи.

### Породица
Ламија Тановић је удата, мајка је две ћерке. Oбе су кренуле сасвим другим путем определиле су се за енглески језик. Млађа је у Америци, где завршава своју тезу, док је старија искусни симултани преводилац.

### Хоби
Ламија има више хобија, а то су: скијање, шивење и читање.